# Усатий Андрій В'ячеславович
Усатий Андрій В'ячеславович(*20 травня 1976, с. Іванків Черняхівського району Житомирської області) — кандидат педагогічних наук з 2009, доцент із 2012 Житомирського державного університету імені Івана Франка. Із 2013 — завідувач кафедри дидактичної лінгвістики та літературознавства.